# 厩肥
厩肥（きゅうひ/うまやごえ）とは、家畜の糞尿と藁や落葉等を混合し、牛馬に踏ませることで腐熟させた有機質肥料である。

## 概要
元々は厩から出る大量の糞尿を利用して作られたことに由来している。『延喜式』には馬寮で出来た厩肥を内膳司の園に転用することが規定されている。刈敷・堆肥とともに自給肥料の代表的な存在で、日本の中世後期には広く用いられるようになって水田二毛作の普及などに影響を与えたが、近世に入ると家畜飼育が停滞する一方で耕地の拡大で秣場が減少し、また干鰯・油粕などの購入肥料（金肥）の普及によって衰退していった。ただし、経済的に購入肥料の獲得が困難で、かつ入会地が乏しく刈敷に自給肥料を依存することが出来なかった平野部の中小農家では厩肥が近代以後も用いられていた。明治の農学者である酒匂常明もその著書『日本肥料全書』において、厩肥を「肥料の三要素」と称される窒素・燐酸・カリウムを土中において補給・持続させるために有効な肥料として取り上げている。